# جایزه آلمانی آینده
جایزه آلمانی آینده (به آلمانی: Deutscher Zukunftspreis) یکی از مهم‌ترین جوایز علمی آلمان است. معیار اصلی اعطای آن، دستاوردهای تحقیقاتی ابتکاری و همچنین کاربرد آن در جوامع عنوان شده است.

## برندگان ایرانی
اردشیر غفرانی این جایزه را از یوآخیم گاک دریافت کرد. در این مراسم جایزه نقدی ۲۵۰ هزار یورویی نیز به غفرانی اعطا شد. بسیاری از رسانه‌ها، اصطلاح «داروی حیات‌بخش» (دارویی برای فشار ریوی) را برای دستاورد اردشیر غفرانی به کار بردند.